# Adorned Brood
Adorned Brood est un groupe de folk metal et pagan black metal allemand, originaire de Neuss formé en 1993.

## Biographie

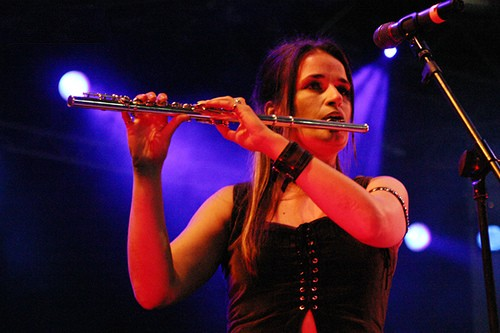
Ingeborg Anna Baumgärtel au Inferno Metal Festival en avril 2007.

Le groupe est initialement formé en 1993 et comptait quatre membres au départ ; Markus Frost, Oberon, Pagan et Ariovist mais ils sont maintenant cinq ; Markus Frost, Ingeborg Anna Seide, Benjamin Ulkan, Thorsten Derks et Tim Baumgärtl. Après leur création en 1993, ils enregistrent deux démos qu’ils envoient un peu partout en Allemagne et se font découvrir par Folter Records, une maison de disques qui s'intéresse à leur musique, un mélange de folk et de heavy metal. Un premier album, Hiltia, sort en 1996. Le second album apparaît en 1998, du nom de Wigand. 
Après des désaccords avec leur maison de disques, le groupe change de label et passe sous Moonstorm Records. Ils enregistrent un nouvel album nommé Asgard, en 2000. Ils collaborent avec Erik Hecht (chanteur de Subway to Sally) pour quelques chansons sur l’album Erdenkraft, qui sort en 2002.
Au début de 2010, le batteur de longue date, Tim Baumgärtel, quitte le groupe, et est remplacé par le membre-fondateur Mike « Ariovist » Engelmann. En octobre 2010, ils publient un septième album studio, Hammerfeste. Une tournée en promotion de l'album est effectuée aux côtés de Negură Bunget et Black Messiah. Engelmann ne peut toutefois pas rester dans le groupe et se voit remplacé par Mischa Kliege (Denight, ex Earth After Sun) déjà en septembre 2011,.

## Membres

### Membres actuels
- Frost : chant, basse
- Ingeborg Anna : chant, flûte (depuis 1996)
- Benjamin : guitare (depuis 2001)
- Thorsten : guitare (depuis 2004)
- Tim : batterie, piano (depuis 1998)

### Anciens membres
- Oberon : guitare (1993-1997)
- Pagan : guitare (1993-2001)
- Ariovist : batterie (1993-1998)
- Andreas : guitare (1997-2004)

## Discographie
- 1996 : Hiltia
- 1998 : Wigand
- 2000 : Asgard
- 2002 : Erdenkraft
- 2006 : Heldentat
- 2008 : Noor
- 2010 : Hammerfeste
- 2012 : Kuningaz